# Brno
Brno (tyska: Brünn, latin: Bruna, jiddisch: ברין) är en stad i Mähren i sydöstra Tjeckien. Brno är med cirka 380 000 invånare den näst största staden i landet och den största staden i Mähren.
Brno är ett centrum för textil-, maskin- och kemisk industri, företaget Zetor som tillverkar traktorer har sitt säte här. Här finns också, som i så många andra städer i landet, många bryggerier, däribland Pivovar Starobrno. Staden är även känd för sin racerbana, Masaryk Circuit eller Masarykův okruh, som bland annat anordnar FIA WTCC Race of the Czech Republic varje år. Författaren Milan Kundera föddes här och deras ishockeylag, ZKL Brno, vann europeiska klubbmästerskapet i ishockey 1966, 1967 och 1968.

## Historia

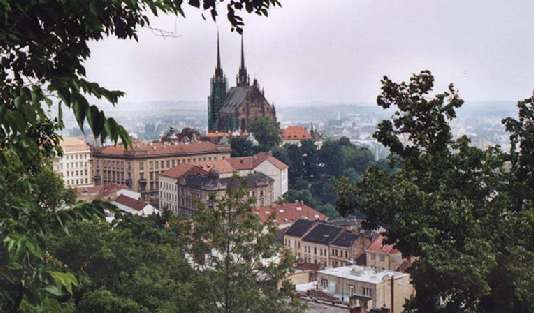
Brno.

Brno är en mycket gammal ort, vars namn förmodligen kan härledas av tjeckiskans brnen, brno (lerig, träskartad). På 1000-talet blev det residens i ett av de fyra furstendömen som Mähren då var uppdelat i; under 1300-talet och till 1411 residerade de mähriska markgrevarna på borgen Spielberg. Under husitkrigen förblev Brno katolskt och belägrades 1428 av husiterna.
Under trettioåriga kriget fick staden utstå hel en del. Bland annat belägrades den 1643 av svenska trupper under Lennart Torstenson, som dock tvingades avbryta belägringen för att tåga mot Danmark. Han företog sedan en ny belägring, som varade från 3 maj till 15 augusti 1645, men staden försvarades tappert av kommendanten Jean-Louis Raduit de Souches (förut i svensk tjänst), att svenskarna till slut fick avtåga. Minnet av detta firades högtidligt 1845 och 1865, och sedan har minnesfesten blivit en årligen återkommande nationalhögtidsdag.
År 1642 ersatte Brno Olomouc som Mährens huvudstad. År 1742 belägrades Brno två månader utan framgång av preussarna.
Efter att en lång tids tillbakagång fick staden en ny uppblomstring under 1800-talet, då staden blev ett centrum för textilindustri, samtidigt som mycket av Österrike-Ungerns lokalförvaltning överflyttades till staden. 1910 hade staden 124 000 innevånare, varav 56 000 tyskar. Den blev 1919 en del av den nybildade staten Tjeckoslovakien. Våldsamma bombningar av västmakterna 1944 förstörde stora delar av staden och dödade 4 000 personer.

## Invånarutveckling
| Demografisk utveckling för Brno mellan åren 1389 och 2000 |       |        |         |         |         |         |         |         |         |         |         |
| 1389                                                      | 1645  | 1850   | 1900    | 1919    | 1925    | 1937    | 1940    | 1950    | 1970    | 1990    | 2000    |
| 8 400                                                     | 4 500 | 49 460 | 138 000 | 221 545 | 242 401 | 289 326 | 238 204 | 284 670 | 335 701 | 391 979 | 383 034 |
|                                                           |       |        |         |         |         |         |         |         |         |         |         |

Tabellen ovan skildrar Brnos invånarutveckling. Nedgången på 1940-talet kan förklaras av att staden drabbades mycket hårt av det andra världskriget.

## Indelning
Brno är sedan 1990 indelat i 29 stadsdelskommuner (městská část), ibland men inte alltid sammanfallande med de 48 stadsdelarna (část obce).
- Brno-Bohunice
- Brno-Bosonohy
- Brno-Bystrc
- Brno-Černovice
- Brno-Chrlice
- Brno-Ivanovice
- Brno-Jehnice
- Brno-jih, bestående av Dolní Heršpice, Horní Heršpice, Komárov, Přízřenice och Trnitá (del)
- Brno-Jundrov, bestående av Jundrov (del) och Pisárky (del)
- Brno-Kníničky
- Brno-Kohoutovice, bestående av Jundrov (del), Kohoutovice och Pisárky (del)
- Brno-Komín
- Brno-Královo Pole, bestående av Černá Pole (del), Královo Pole, Ponava och Sadová
- Brno-Líšeň
- Brno-Maloměřice a Obřany, bestående av Maloměřice (del) och Obřany
- Brno-Medlánky
- Brno-Nový Lískovec
- Brno-Ořešín
- Brno-Řečkovice a Mokrá Hora, bestående av Mokrá Hora och Řečkovice
- Brno-sever, bestående av Černá Pole (del), Husovice, Lesná, Soběšice och Zábrdovice (del)
- Brno-Slatina
- Brno-Starý Lískovec
- Brno-střed, bestående av Brno-město, Černá Pole (del), Pisárky (del), Staré Brno, Stránice, Štýřice, Trnitá (del), Veveří och Zábrdovice (del)
- Brno-Tuřany, bestående av Brněnské Ivanovice, Dvorska, Holásky och Tuřany
- Brno-Útěchov
- Brno-Vinohrady, bestående av Maloměřice (del) och Židenice (del)
- Brno-Žabovřesky
- Brno-Žebětín
- Brno-Židenice, bestående av Zábrdovice (del) och Židenice (del)

## Vänorter
Brno har följande vänorter:
- Bratislava, Slovakien
- Charkiv, Ukraina
- Dallas, Texas, USA
- Kaunas, Litauen
- Leeds, Storbritannien
- Leipzig, Tyskland
- Moskva, Ryssland
- Poznań, Polen
- Rennes, Frankrike
- Sankt Pölten, Österrike
- Stuttgart, Tyskland
- Utrecht, Nederländerna
- Voronezj, Ryssland
- Wien, Österrike